# Gynoplistia lieftinckiana
Gynoplistia lieftinckiana är en tvåvingeart som beskrevs av Alexander 1951. Gynoplistia lieftinckiana ingår i släktet Gynoplistia och familjen småharkrankar. Inga underarter finns listade i Catalogue of Life.